# Montescardia fuscofasciella
Montescardia fuscofasciella är en fjärilsart som beskrevs av Victor Toucey Chambers 1875. Montescardia fuscofasciella ingår i släktet Montescardia och familjen äkta malar. Inga underarter finns listade i Catalogue of Life.